# Kirche Mariä Himmelfahrt (Niederanven)

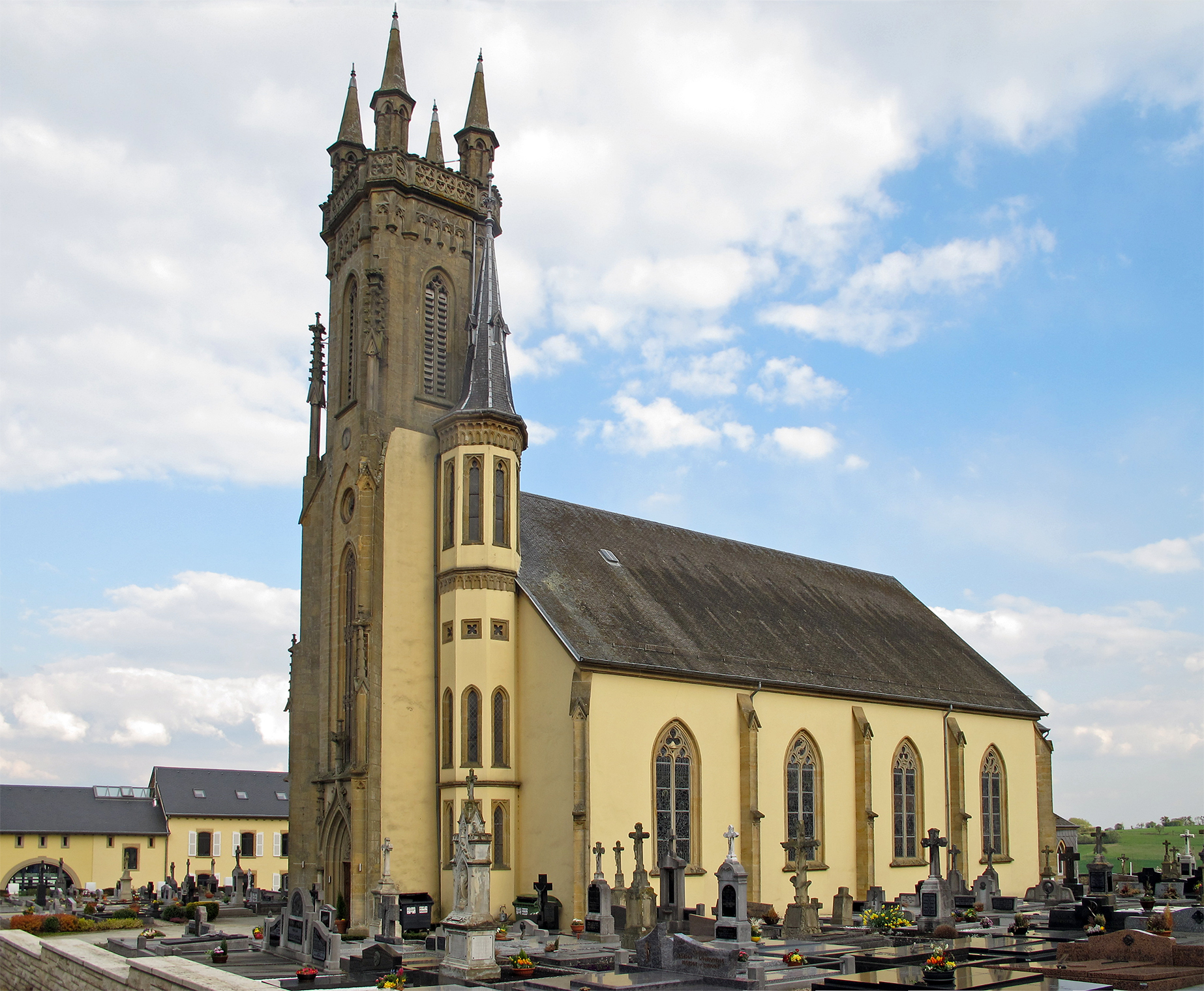

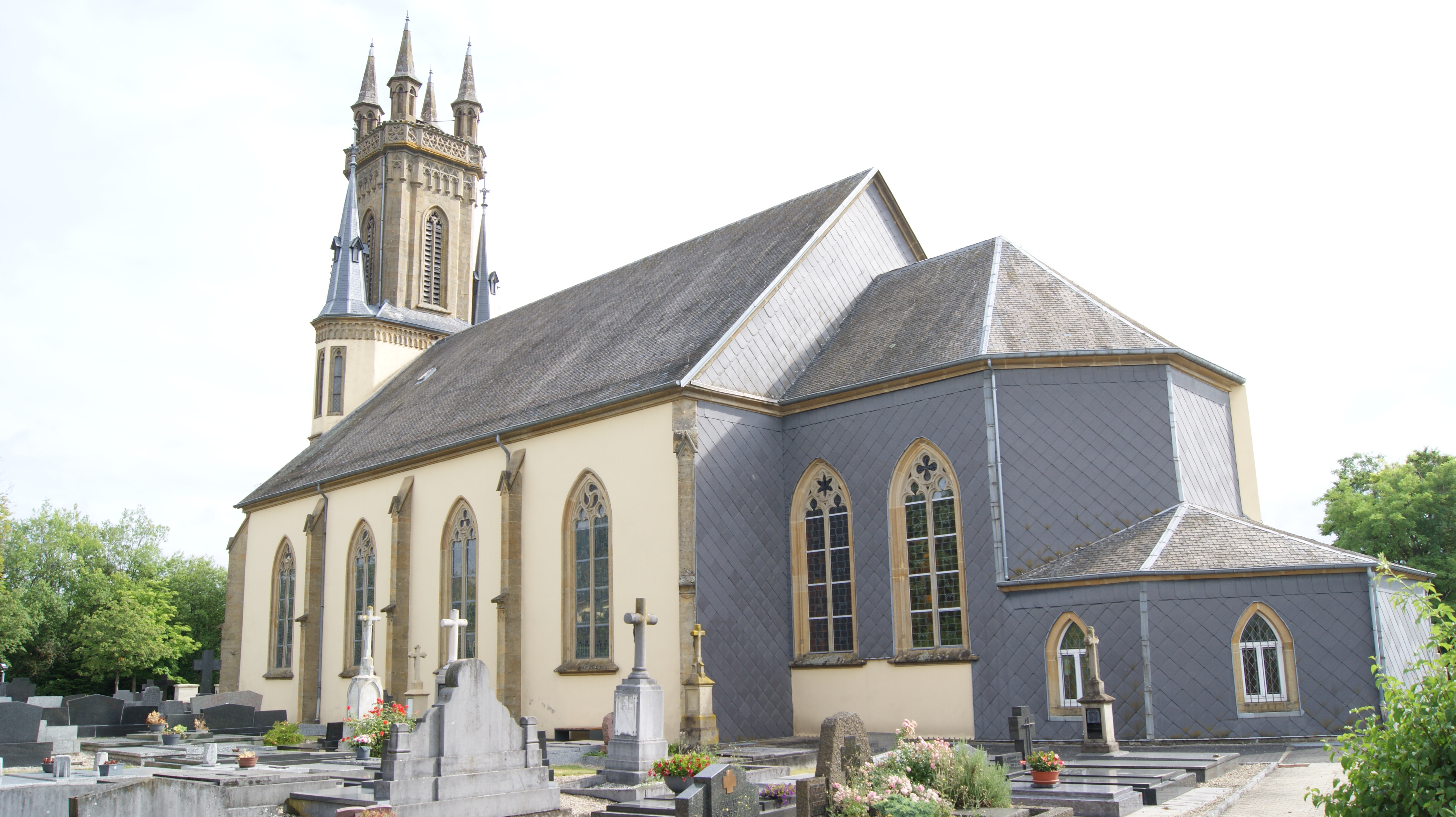

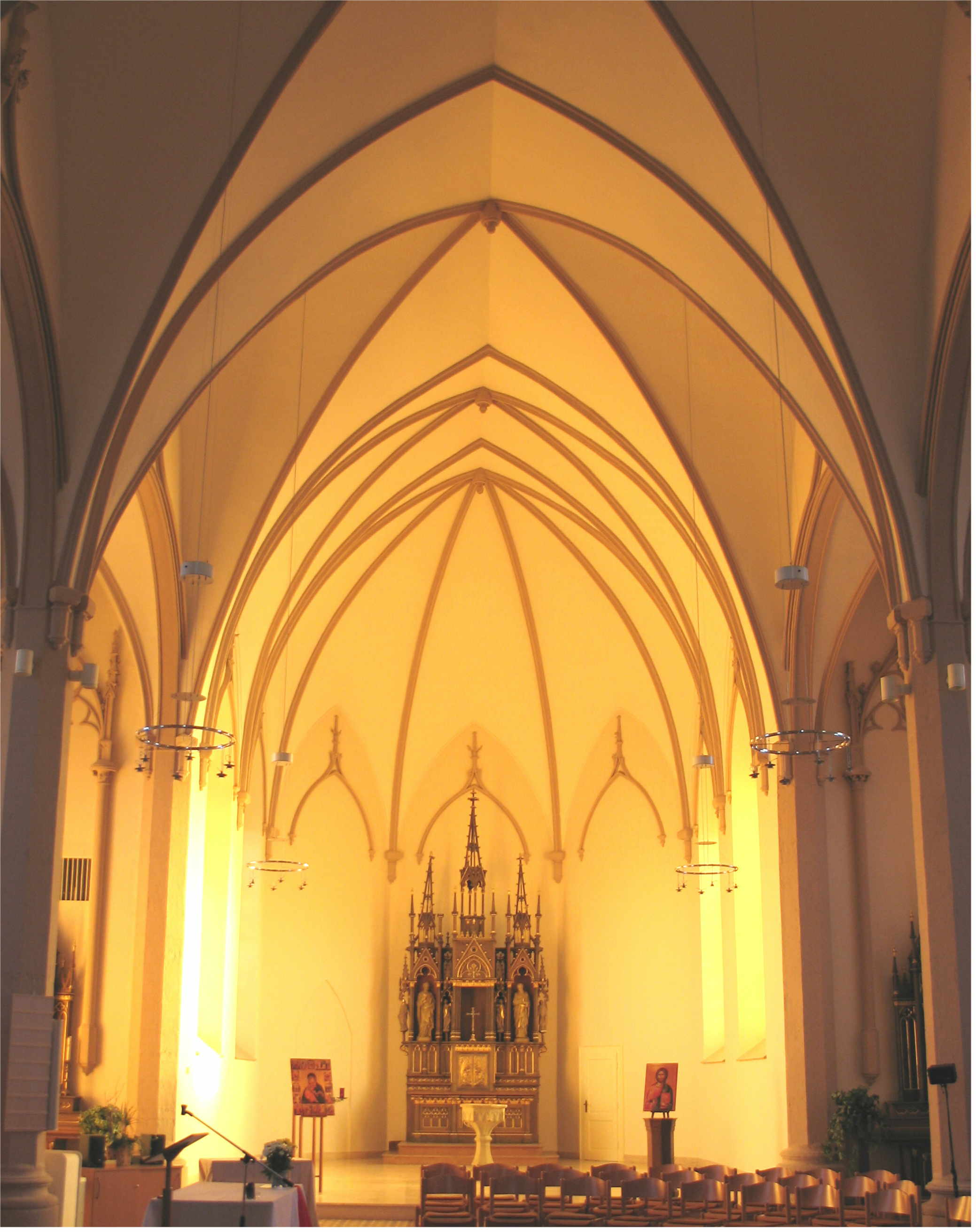
Innenraum der Kirche mit Blick auf den Chor

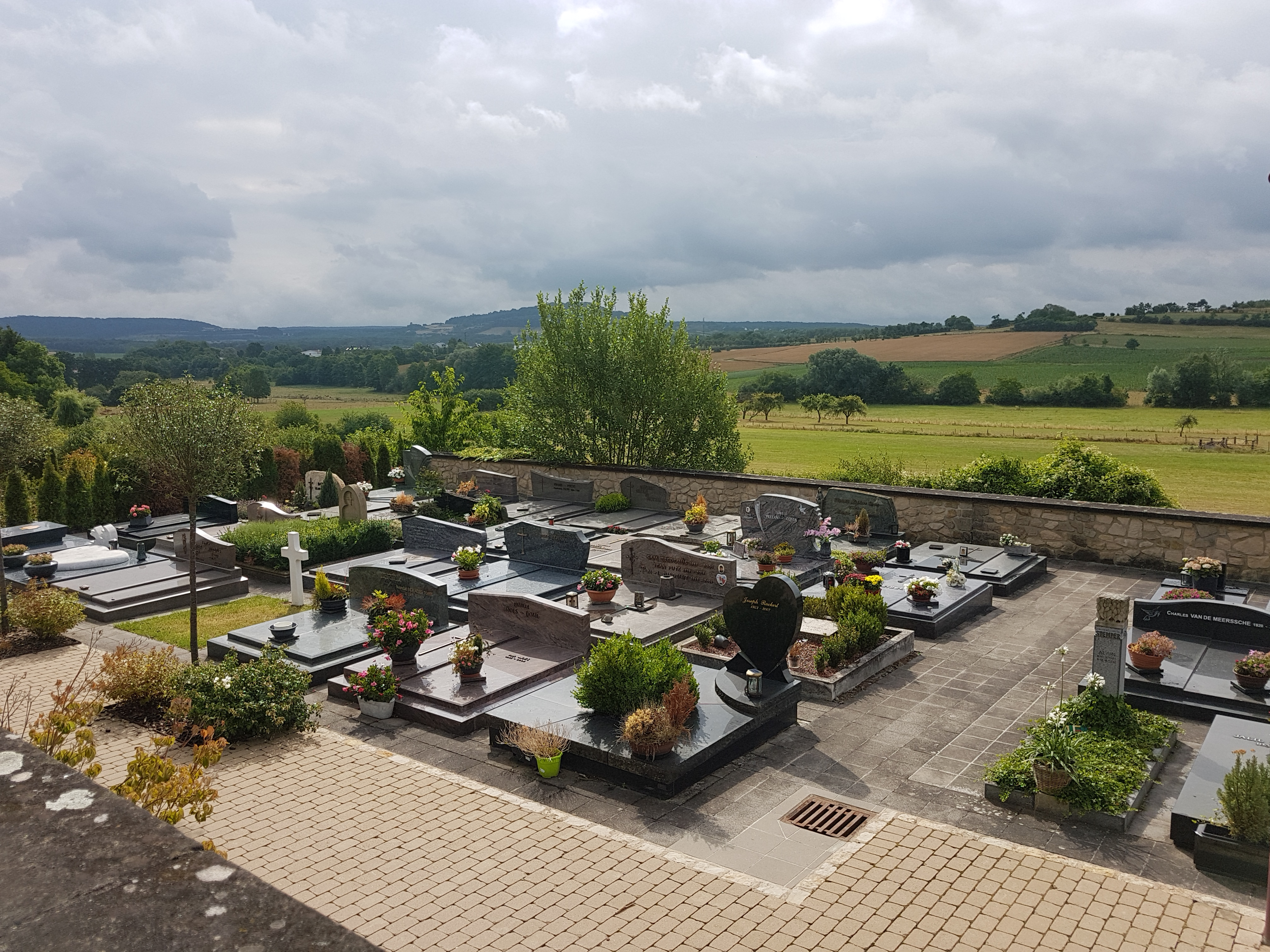
Angrenzender Friedhof

Die römisch-katholische Kirche Mariä Himmelfahrt (auch: lux.: Kierch vu Nidderaanwen; franz.:  Église de l’Assomption de la Bienheureuse-Vierge-Marie) in Niederanven (lux.: Nidderaanwen) im Kanton Luxemburg im Großherzogtum Luxemburg gehört zur Pfarrei Niederanven des Neuen Pfarrsektors Ost (lux.: Parverband Nei Par Sektor Ost), Pastoralregion Luxemburg (lux.: Pastoralregioun Lëtzebuerg) und damit zum Dekanat Luxemburg und zum Erzbistum Luxemburg (lux.: Äerzbistum Lëtzebuerg), welches das gesamte Großherzogtum Luxemburg umfasst.
Die Kirche ist der Muttergottes geweiht.

## Lage
Die Kirche liegt in der Gemeinde Niederanven an der Route de Trêves, der N1. Westlich der Kirche befindet sich das Jugendhaus von Niederanven. Die Kirche steht an der Grenze zwischen den Ortsteilen Niederanven und Senningen und wird von den Bewohnern der beiden Ortsteile genutzt.

## Gebäude
Das Gebäude der Kirche wurde in einem verspielten neugotischen Stil errichtet. Das Kirchenschiff hat ein durchgehendes Satteldach und ist weitgehend Nord-Süd ausgerichtet, wobei sich der Kirchturm im Norden, in Richtung zur Route de Trêves befindet und im Süden der eingezogene Chor.
Das Kirchenschiff ist weitgehend in Weiß gehalten und wird durch die Fenster hell belichtet. Die Verspieltheit der äußeren Linienführung wird innen nicht fortgesetzt. Auch der Chorbogen ist als schlichter Spitzbogen ohne viel Verzierungen ausgeführt. Sowohl im Kirchenschiff als auch im Chor befindet sich ein Spitzbogengewölbe, das durch die optische Hervorhebung der Rippen einen ansprechenden architektonischen Effekt erhält.
Das nördlich befindliche Haupteingangsportal führt durch den Kirchturm und wird auf beiden Seiten von einem runden Torturm flankiert. Über dem Portal befinden sich ein Rundfenster (Rosette) mit Ornamenten, darüber wiederum ein längliches bestimmendes Spitzbogenfenster mit Ornamenten. Die Fenster des Kirchengebäudes sind 1918 bis 1931 entstanden. Die Fenster im Kirchenschiff stammen von der Fa. Binsfeld und Co. bzw. E. Simminger und zeigen teilweise Ornamente mit Christus-Symbolen, teilweise biblische Figuren.
Die Orgel mit 19 Registern, zwei Manualen und Pedal wurde 1930 von der Fa. Georges Haupt aus Lintgen 1938 hergestellt. 1990 wurde die Orgel entfernt. Seit 2005 ist eine dreimanualige Digitalorgel der Marke Johannus (Modell Sweelinck 30) in Verwendung.

## Friedhof
Der Friedhof der Kirche Mariä Himmelfahrt (franz.: Cimetière de Église de l’Assomption de la Bienheureuse-Vierge-Marie; lux.: Kierfecht Nidderaanwen) ist um die Kirche angelegt. Die Urnengräber befinden sich im südlichen Teil.